# ケント・チェン
ケント・チェン（鄭 則仕、Kent Cheng、1951年5月23日 - ）は、香港の俳優、映画監督、映画プロデューサー。

## 人物・来歴
1951年5月23日、中国広東省、汕頭で生まれる。幼少の頃に家族で香港に渡り、一家は湾仔の貧しい地域のビルの屋上に建てた小屋で暮らしていた。家計を助けるため、長男であるチェンは中学をやめ皿洗いの職につき、やがて宝石店に丁稚奉公に入り宝石職人となる。
少年時代の夢は俳優になること。両親の反対を押し切り、1973年には映画会社「長弓影業公司」の第一期俳優訓練班に加入、端役として出演した。1976年には無綫電視のオーディション番組で優勝、無綫電視と契約を交わし、太った体型を活かして多くのドラマで主演を務め人気者となる。80年代に入ると映画に進出。『失婚老豆（原題）』(1984)で香港電影金像奨の主演男優賞にノミネートされた。
翌年に、自ら脚本監督主演を務めた『何必有我？（原題）』が大ヒットし、金像奨の主演男優賞と評審団特別賞を獲得。純朴で知的障害を持つ主人公「肥猫」は人気キャラクターとなり2本の映画4本のテレビドラマが作られ、30年以上に渡って「肥猫」はチェンの代名詞となった。
他にも『大丈夫日記』(1988)、『ワンス・アポン・ア・タイム・イン・チャイナ 天地黎明』(1991)、『新ポリス・ストーリー』(1993)などのヒット作に出演、1996年の『三個受傷的警察(原題)』で再び金像奨主演男優賞を受賞した。
また、映画監督ウィルソン・イップは、苦労した助監督時代に励まされ影響を受けた恩人としてケント・チェンの名をあげており、『導火線　FLASH POINT』(2007)『イップ・マン　葉問』(2010)『イップ・マン　継承』(2016)など近年のイップ監督作にも多く出演している。

## 主な作品

### 監督作
- 『ハートビート100』（心跳一百）1987年
- （肥貓流浪記）1988年
- （瀟洒先生） 1989年
- 『アンディ・ラウの獄中龍』(獄中龍)1990年
- （龍貓燒鬚） 1990年
- 『富貴兵團』(富貴兵團)1990年

### 出演作品
- 『霊幻追鬼』（追鬼七雄）1982年
- （鴻運當頭）1984年
- （何必有我？）1985年
- （鬼馬飛人）1985年
- 『GO･KI･GE･N 白バイ野郎ヒゲ&デブ』DVD邦題『トラフィック・コップス クレージー・ドライバー』（施錯車）1985年
- （最佳福星）1986年
- 『ハートビート100』（心跳一百）1987年
- 『エミリー・チュウの吸血奇伝』（凌晨晩餐）1987年
- 『大丈夫日記』（大丈夫日記）1988年
- 『仁義なき戦い 復讐・血の掟』龍之家族1988年
- 『香港極道/野獣刑事(デカ)』（獵鷹計劃）1988年
- 『実録 狼たちの挽歌』(主狼奇案)1989年
- 『富貴兵團』(富貴兵團)1990年
- 『アンディ・ラウの獄中龍』(獄中龍)1990年
- 『ワンス・アポン・ア・タイム・イン・チャイナ 天地黎明』(武状元黄飛鴻)1991年
- （跛豪）1991年
- 『SEX&禅/中国絶倫珍珍秘伝』(玉蒲團之愉情寳鑑)1991年
- 『香港人肉厨房』(羔羊醫生)1992年
- 『新ポリス・ストーリー』(重案組)1993年
- 『上海キング 激動篇』(上海皇帝之碓覇天下)1993年
- 『上海キング-野望篇-』(歳月風雲之上海皇帝)1993年
- 『実録・幼女丸焼き事件』(烏鼠之機密檔案)1993年
- 『ターゲット・ブルー』(中南海保縹)1994年
- 『ミラクル・ワールド/ブッシュマン3』 (ブッシュマン ニカウさん中国へ行く)（非州超人）1994年
- 『ファントム・セブン/香港機動警察』(七金剛)1994年
- 『香港デラックス』(千王情人)1994年
- 『ワンス・アポン・ア・タイム・イン・チャイナ/八大天王』（黄飛鴻之八大天王）1995年・テレビドラマ
- 『ワンス・アポン・ア・タイム・イン・チャイナ/少林故事』（黄飛鴻之少林故事）1995年・テレビドラマ
- 『スタントウーマン/夢の破片』(阿金)1996年
- （三個受傷的警察）1996年
- 『ワンス・アポン・ア・タイム・イン・チャイナ/無頭将軍』（黄飛鴻之無頭将軍）1996年
- 『導火線 FLASH POINT』（導火線）2007年
- 『イップ・マン 葉問』（葉問2）2010年
- 『イップ・マン 継承』（葉問3）2015年
- 『追龍』（追龍）2017年
- 『イップ・マン 完結』（葉問4）2019年
- 『ホワイト・ストーム』（掃毒2 天地對決）2019年
- 『キングダム 戦国の七雄』（风云战国之列国）2019年・テレビドラマ